# Entoloma cerinum
Entoloma cerinum är en svampart som beskrevs av E. Horak 1978. Entoloma cerinum ingår i släktet Entoloma och familjen Entolomataceae.   Inga underarter finns listade i Catalogue of Life.